# Marcello Truzzi
Marcello Truzzi (Copenaghen, 6 settembre 1935 – 2 febbraio 2003) è stato un sociologo statunitense, professore di sociologia presso la Eastern Michigan University , fondatore e co-presidente del Committee for the Scientific Investigation of Claims of the Paranormal (CSICOP, analogo all'italiano CICAP), fondatore della Society for Scientific Exploration e direttore del Center for Scientific Anomalies Research.
Truzzi è stato un ricercatore e debunker nell'ambito delle protoscienze e delle pseudoscienze. Paul Kurtz, cofondatore e membro del CSICOP, lo soprannominò "lo scettico degli scettici".

## Biografia
Nato in Danimarca da una famiglia di circensi che emigrò negli Stati Uniti nel 1944, Truzzi prestò servizio nelle forze armate statunitensi tra il 1958 e il 1961. Diventò cittadino statunitense nel 1961.
Fondò il periodico scettico Explorations e fu invitato, nel 1970, a prendere parte alla fondazione dello CSICOP assieme a Martin Gardner e James Randi. Il periodico di Truzzi divenne quindi la rivista ufficiale del CSICOP e fu rinominato The Zetetic, sempre sotto la sua guida editoriale. 

Nel 1976 i membri del comitato direttivo del CSICOP entrarono in disaccordo con Truzzi, accusandolo di una eccessiva moderazione nelle valutazioni sui fenomeni paranormali. Questo attrito lo indurrà ad abbandonare l'organizzazione, per assumere la direzione del "Centro di ricerca sulle anomalie scientifiche" (CSAR) e nello stesso tempo divenire membro della "Parapsychological Association". 

Si interessò da vicino ai presunti fenomeni paranormali prodotti da Uri Geller e Jerome Clark.

## Studi e opere
(Editorial in The Zetetic (Vol. 1, No.1, Fall/Winter 1976, p 4)
Sviluppò una notevole competenza sia nel campo della magia e della prestidigitazione, sia in vari ambiti scientifici grazie a studi interdisciplinari.
Come sociologo pubblicò un suo lavoro nel 1968, intitolato "La sociologia del quotidiano", che risultò un best seller.
I suoi studi nella antropologia, criminologia e psicologia culminarono, nel 1992, con l'uscita del libro, scritto a quattro mani con Arthur Lyons, The Blue Sense: Psychic Detectives and Crime. 

Il suo atteggiamento nei confronti del mondo del paranormale è stato definito quello di uno "scettico equilibrato", aperto all'analisi non pregiudizievole di tutti i punti di vista, propenso a imbastire un dialogo fra i settori delle scienze e del paranormale. 

Truzzi pose una distinzione fra le "cryptoscienze" e le "parascienze", a seconda che rispettino o meno i principi di causalità e di inferenza. Preferì inquadrare la parapsicologia nell'ambito delle protoscienze, considerandola una disciplina in divenire.
Truzzi sostenne l'importanza dello studio dei fenomeni anomali, considerandoli alla stregua di opportunità per lo sviluppo scientifico, in quanto senza di essi e senza la loro accettazione e incorporazione e spiegazione, non ci sarebbe stata alcuna evoluzione scientifica. 

Truzzi ritenne fondamentale per la scienza un equilibrio fra conservatorismo e apertura flessibile, tra immaginazione e creatività e ragione.

## Opere principali
- Arthur Lyons & Marcello Truzzi, "The Blue Sense: Psychic Detectives and Crime, The Mysterious Press, 1991. ISBN 0-89296-426-X.
- Marcello Truzzi, "Sociologist was Student of Magic", Detroit News, February 12, 2003.
- Marcello Truzzi, "An End to the Uri Geller vs. Randi & CSICOP Litigations?", Psi Researcher, Society for Psychical Research.
- Marcello Truzzi, "Definitions and Dimensions of the Occult: Towards a Sociological Perspective", Journal of Popular Culture, 1972, 5, 635-646.
- Marcello Truzzi, "From the Editor: Parameters of the Paranormal", The Zetetic, 1977, 1, 2, pag. 4-8.
- Marcello Truzzi, "On the Extraordinary: An Attempt at Clarification", Zetetic Scholar, n° 1, 1978, pag. 11-22.
- Marcello Truzzi, "Editorial: A Word on Terminology", Zetetic Scholar, 1978, n° 2, 64-65.
- Marcello Truzzi, "Editorial [Type I and Type II Errors re the Paranormal]", Zetetic Scholar, 1979, n° 3/4, pag. 2.
- Marcello Truzzi, "Reflection on the reception of unconventional claims of science", Frontier Perspectives, vol. 1, number 2, Fall/Winter 1990.
- Marcello Truzzi, "China's psychic savants - Is an ancient form of energy providing China's children with the miracle of second sigh?"